# Tanja Žagar
Tanja Žagar, född 1 juli 1982 i Kranj, är en slovensk sångare. 

## Karriär
Musikkarriären påbörjades 1996 då hon var med och startade den slovenska popgruppen Foxy Teens. Hon var med i gruppen framtills den upplöstes 2005. Efter det satsade hon på en solokarriär. År 2007 deltog hon i den årliga musikfestivalen Ohrid Fest där hon framförde låten "Neka te, Neka te" tillsammans med den serbiska sångaren Nikola Burovac och vann ett av juryns tre priser. År 2008 släppte hon sitt debutalbum Tiho, tiho čas beži. Året därpå släppte hon sitt andra album Hvala, ker si ob meni ti. Vid Viktor Awards 2011 som hölls den 17 mars 2012 vann hon priset för "årets populäraste musikartist".

## Diskografi

### Album
- 2008 - Tiho, tiho čas beži
- 2009 - Hvala, ker si ob meni ti
- 2011 - Naj živi lep spomin
- 2014 - Številka 3